# 홍스구락부
홍스구락부는 조문홍이 1999년에 설립한 대한민국의 플래시 애니메이션 웹사이트였다. 플래시 애니메이션 작가 1세대로 여겨지는 조문홍이 제작한 여러 플래시 애니메이션을 볼 수 있었다.

## 작품 리스트

### 코믹
- 고파리 1부, 2부, 3부, 4부, 5부
- 베이징 1부, 2부, 3부
- 모두 잠든 후에
- 라이딩
- 콩쥐 팥쥐
- MBG뉴스
- 환생
- 원숭이
- 키팅맨 1부, 2부
- 삼류 유머 1부, 2부, 3부, 4부
- 실종
- 뻐스
- 안마
- 톰과 제리
- 공포의 눈알
- 저주받은 학생
- 이박사 - Xmas
- 주번
- PC방의 추억

### 광고 패러디
- 016 1편, 2편
- 그랜저
- 자일리털
- 면도날드
- 아임퍼스트
- V가 아니면 달리지마
- 키스하지마
- 니콘

### 플래시 광고
- 그래피티
- 포토메일 - SK
- 아무도 - SK
- 백일후애 - 렛츠고 1편, 2편
- 여우령
- 해피투바이 - SK
- 얼랄라 - SKY
- 디지팡 - 넥슨
- 19금
- 스타카드 - KB
- 아나토미
- 네이트
- 네이트 게임
- 문질러
- 케이블광고 - 로드로크
- 점백이쑈

### 뮤직비디오
- 상상밴드
- 훌라훌라
- 독도플래시
- 장사하자
- 즐거운생활
- 때
- 솔로 크리스마스